# Лукьянов, Анатолий Евгеньевич
Анато́лий Евге́ньевич Лукья́нов (28 октября 1948, Иваново — 23 апреля 2021) — советский и российский востоковед-синолог. Доктор философских наук, профессор, руководитель Центра сравнительного изучения цивилизаций Северо-Восточной Азии Института Дальнего Востока РАН. Заместитель главного редактора энциклопедии «Духовная культура Китая».

## Биография
В 1975 году окончил философский факультет МГУ, в 1978 — аспирантуру.
После окончания университета преподавал на кафедре философии в Российском университете дружбы народов. В 1979 году защитил кандидатскую диссертацию на тему «Становление древнекитайской философии». С 1988 года — доцент. В 1991 году защитил докторскую диссертацию на тему «Дао и дэ: философия раннего даосизма».
В 1993 году перешёл в Российский государственный гуманитарный университет, с 1995 года — профессор.
С 1997 года — главный научный сотрудник и руководитель Центра сравнительного изучения цивилизаций Северо-Восточной Азии Института Дальнего Востока РАН.
А. Е. Лукьянов являлся заместителем председателя Международной конфуцианской ассоциации, членом правления Международной ассоциации ицзинистики, советником Сычуаньского центра изучения современной России, заместителем председателя Общества российско-китайской дружбы.

## Научные достижения
А. Е. Лукьянов положил начало новым исследовательским направлениям в отечественной и зарубежной синологии. Он является автором научных работ, учебников, научных и публицистических статей и очерков в журналах, сборниках, энциклопедиях, впервые представивших культурогенную концепцию китайской философии. Им предложена современная типология восточных и западных цивилизаций и варианты их культурного диалога.
А. Е. Лукьянов — заместитель редактора энциклопедии «Духовная культура Китая», фундаментальной работы, охватывающей все формы четырёхтысячелетней китайской духовной культуры: философию, мифологию и религию, литературу и искусство, язык и письменность, историческую и политико-правовую мысль, науку, техническую и военную мысль, здравоохранение и образование, архитектуру, живопись, музыку и ремёсла.

## Награды
- Лауреат Государственной премии Российской Федерации за выдающиеся достижения в развитии отечественного и мирового китаеведения и подготовку фундаментальной академической энциклопедии «Духовная культура Китая». (2010)[2]
- Удостоен высоких наград КНР за выдающийся вклад в культурный обмен между Китаем и зарубежными странами, за перевод и публикацию китайских книг.